# ژئوآی-۱
ژئوآی-۱ (انگلیسی: GeoEye-1) از ماهواره‌های دیدبانی زمین متعلق به شرکت ژئوآی است که تصاویر ماهواره‌ای با قدرت تفکیک بالا تهیه می‌کند. این ماهواره در سپتامبر ۲۰۰۸ به فضا پرتاب شد.

## ویژگی‌ها
ژئوآی-۱ قادر به تهیه تصاویر ماهواره‌ای با قدرت تفکیک ۴۱ سانتی‌متر در باند پانکروماتیک و ۱٫۶۵ متر در باندهای چندطیفی در نواری به عرض ۱۵٫۲ کیلومتر بر روی زمین است. این ماهواره مدار خورشیدآهنگ دارد و ارتفاع ۶۸۱ کیلومتری دارد. هدایت و مدیریت ژئوآی-۱ از دالس، ویرجینیا انجام می‌شود.
ژئوآی-۱ در زمان پرتاب برترین ماهواره تجاری تصویربرداری از زمین از نظر قدرت تفکیک تصویر بود. این ماهواره توسط جنرال داینامیکس در گیلبرت، آریزونا ساخته و از پایگاه نیروی هوایی وندنبرگ در کالیفرنیا به فضا پرتاب شد. نخستین تصویر این ماهواره در هفتم اکتبر از دانشگاه کوتزتاون پنسیلوانیا برداشت شد.
گوگل که نشان آن بر روی بدنه راکت پرتاب ژئوآی-۱ حک شده بود، در تهیه نقشه‌های آنلاین خود از تصاویر این ماهواره استفاده می‌کند. در حالی که ژئوآی-۱ قادر به تهیه تصاویر ماهواره‌ای با دقت ۴۱ سانتی‌متر است، این دقت تصویر فقط برای دولت فدرال ایالات متحده آمریکا در دسترس است و گوگل امکان دسترسی به دقت تصویر ۵۰ سانتی‌متر را خواهد داشت. پیش از آن حداکثر قدرت تفکیک تصاویر تجاری ماهواره‌ای ۶۰ سانتی‌متر بود.
آژانس ملی اطلاعات مکانی ایالات متحده و گوگل مبلغ ۵۰۲ میلیون دلار برای ساخت و تجهیز ماهواره و چهار ایستگاه زمینی آن پرداخت کردند.